# Fayón
Fayón (katalanisch: Faió) ist eine spanische Gemeinde in der Provinz Saragossa der Autonomen Region Aragón. Sie liegt in der Comarca Bajo Aragón-Caspe im überwiegend katalanischsprachigen Gebiet der Franja de Aragón westlich der Mündung des Rio Matarraña in den Ebro in der Sierra de Mequinenza. 2024 hatte die Gemeinde 430 Einwohner.

## Geschichte
Historisch wird die Gemeinde der weiter im Süden gelegenen Matarraña zugerechnet. Die Gemeinde gehörte bis 1955 zum Bistum Lleida, seither ist sie Teil des Erzbistums Saragossa. Der alte Ort ging 1967 in einem Stausee des Ebro (Pantà de Riba-roja) unter und wurde höher gelegen neu errichtet.

## Wirtschaft und Verkehr
Südlich von Fayón verläuft die Bahnstrecke von Saragossa nach Móra la Nova (Mora la Nueva).

## Sehenswürdigkeiten
- Die um 1652 errichtete und 1833 vergrößerte Einsiedelei Sant Jordi
- Turm der im Stausee untergegangenen Kirche Sant Joan Evangelista
- Alte Brücke über den Rio Matarraña an der Grenze zwischen Aragón und Katalonien